# Nyctibius
Nyctibius är ett släkte med fåglar i familjen potoer med sex arter som förekommer i Central- och Sydamerika:
- Större poto (N. grandis)
- Långstjärtad poto (N. aethereus)
- Gråpoto (N. griseus)
- Nordpoto (N. jamaicensis)
- Andinsk poto (N. maculosus)
- Vitvingad poto (N. leucopterus)

Rödbrun poto inkluderades fram tills nyligen i Nyctibius, men har lyfts ut till det egna Phyllaemulor.